# Kystpanserskib
Kystpanserskibe (også omtalt som panserbatterier, monitors og kystforsvarsskibe) var krigsskibe, der var beregnet til tjeneste i kystnære farvande. Lige som de søgående panserskibe var de beskyttet af panser, men de adskilte sig ved at have lavere rækkevidde og fart. Denne prioritering betød, at man med et lille deplacement kunne få skibe med stor slagkraft og god beskyttelse. De var typisk mindre end de søgående panserskibe og havde deplacementer fra 1.000 til 8.000 tons.

## Baggrund
Udviklingen af artilleriet i 1840'erne betød, at skibe bygget af træ ikke længere var i stand til at modstå beskydning fra de nye kanoner. Dette faktum blev klart illustreret i slaget i Egernførde Fjord i 1849 og slaget ved Sinope i 1853. I begyndelsen af Krimkrigen, i 1854, led de allierede engelsk-franske skibe også stor overlast fra de russiske forter ved Sevastopol.
Frankrig var det første land, der tilvejebragte en løsning på problemet med at nedkæmpe søforter. Det skete i form af de fem panserbatterier af Devastation-klassen, der blev bestilt i juli 1854, fire måneder efter at England og Frankrig havde erklæret Rusland krig. De blev søsat det følgende år, og tre af dem (Devastation, Lave og Tonnante) blev slæbt til Sortehavet, hvor de i oktober 1855 var afgørende for nedkæmpelsen af de russiske forter ved Kinburn ved udmundingen af floden Dnepr.

## Kanontårnet introduceres
De første panserbatterier fra Frankrig og England havde store problemer med at manøvrere, i kraft af deres ringe maskinkraft og kantede design. Den engelske søofficer Cowper Coles fik derfor den tanke, at man i stedet kunne gøre kanonerne manøvredygtige ved at anbring dem i drejelige kanontårne, og Coles indsendte patentansøgning på sit første kanontårn i marts 1859.
På det tidspunkt var man i Frankrig i fuld gang med at bygge det første søgående panserskib, Gloire, og England fulgte hurtigt efter, men der var stadig interesse for mindre skibe, der kunne operere nær kysterne. I USA lavede svenskeren John Ericsson sin egen udgave af kanontårnet, og han designede skibet Monitor, der kom til at lægge navn til en hel skibsklasse efter afleveringen til den amerikanske marine i februar 1862.
Coles' patent havde vakt interesse i Storbritannien, og august 1859 bestilte regeringen en kanontårn, der skulle prøveopstilles i panserbatteriet Trusty. Tårnet var klar til afprøvning i september 1861, og prøveskydningen viste, at tårnets kanoner var hurtigere at betjene end traditionelle kanoner i bredsidearmering, specielt når der skulle skiftes mål. På baggrund af prøverne bestilte den britiske flåde et panserskib med fire kanontårne, Prince Albert i februar 1862.  Efter at Monitor havde bevist sin berettigelse i marts 1862, beluttede Royal Navy i april at ombygge det halvfærdige linjeskib Royal Sovereign til et panserskib, ligeledes med fire kanontårne.
Før de to skibe var parate, havde den britiske værftsindustri udviklet sine egne projekter, baseret på Coles' patenter, og på den måde gik det til, at Danmark blev det første land uden for USA, der fik et panserskib med drejetårne. Rolf Krake blev bestilt hos Napier i Glasgow i august 1862, og det blev afleveret i juli 1863. Rolf Krake var større end Monitor og havde to kanontårne, og mens det amerikanske skib var skrøbeligt i søgang (og forliste i december 1862), så gjorde det danske skib glimrende fyldest i 44 år.

## Kystpanserskibets udvikling
Der blev fra 1860'erne og helt frem til 1930'erne bygget kystpanserskibe i næsten alle sømagter. I de store lande var kystpanserskibene at betragte som et supplement til den søgående flåde, mens de i mindre lande som Holland og de skandinaviske lande udgjorde rygraden i flådestyrkerne.
Monitor-typen havde i begyndelsen stor popularitet, og blev blandt andet kopieret i Sverige, Norge og Rusland. Monitoren kom bedst til sin ret på floder og søer, men dens skrøbelighed gjorde, at de fleste lande valgte andre konstruktioner. Tårnskibe af Rolf Krake-typen fik pæn udbredelse og der blev også bygget skibe med en simplere udformning (kasematskibe), hvor man så bort fra tårnene og anbragte kanonerne i lukkede batterier. Desuden var der i en periode en fjerde type, vædderskibe, hvor hovedvægten var lagt på evnen til at vædre andre skibe. I Storbritannien var der stor offentlig interesse for den amerikanske monitor-type, og den britiske chefkonstruktør Edward Reed forbedrede designet på monitoren i form af en serie brystværnsmonitorer, der var langt mere sødygtige end de amerikanske. Fra 1880'erne blev det almindeligt at bygge kystpanserskibene som små kopier af tidens slagskibe, med et kanontårn for og agter, men langsommere og med mindre panser end slagskibene.
Kystpanserskibene deltog typisk i de lokale konflikter omkring deres hjemlande, men under den russisk-japanske krig i 1904-05 sendte russerne kystpanserskibe til Østasien, hvilket viste sig at være en dårlig ide. Under første verdenskrig brugte England sine kystpanserskibe som artilleristøtte ved den belgiske kanalkyst og i Middelhavet, mens de neutrale lande brugte dem til bevogtningstjeneste. Under anden verdenskrig gik det hårdt ud over de resterende kystpanserskibe, blandt andet de norske. På grund af de kraftige skrog kunne de overlevende skibe bruges til andre formål, blandt andet som flydende luftforsvarsbatterier. I Storbritannien fortsatte man med at bygge kystpanserskibe i 2. verdenskrig, da de både var brugbare som flankestøtte ved kampene i Nordafrika og som artilleristøtte ved landsætninger i Middelhavsområdet. De sidste kystpanserskibe udgik af tjeneste i 1950'erne og de blev ophugget i de følgende år, sidst det svenske Gustav V i 1970.

## Kronologi
20. august 1854 – De første panserbatterier, Lave og Foudroyante, påbegyndes i Lorient i Frankrig.

17. marts 1855 – Tonnante søsættes i Brest og sættes straks i tjeneste som det første aktive panserbatteri.

17. oktober 1855 – Devastation, Lave og Tonnate bliver de første pansrede skibe i kamp, da de angriber russiske søforter ved Kinburn ved Dnepr.

25. februar 1862 – USS Monitor, afleveres som det første panserskib med drejetårn til U.S. Navy

8. marts 1862 – CSS Virginia angriber og sænker de to fregatter USS Congress og USS Cumberland ved Hampton Roads.

9. marts 1862 – USS Monitor og CSS Virginia udkæmper det første – uafgjorte – slag mellem panserskibe ved Hampton Roads.

11. maj 1862 – CSS Virginia ødelægges af sin egen besætning for at undgå erobring, da Unionen erobrer Norfolk, Virgina.

31. december 1862 – USS Monitor forliser i hårdt vejr ved Cap Hatteras.

1. juli 1863 – Rolf Krake afleveres til den danske marine som det første panserskib med drejetårne i Europa.

28. marts 1864 – Rolf Krake beskyder de tyske tropper, der angriber stillingen ved Dybbøl. Tyskerne opgiver angrebet, men har bedre held den følgende måned.

5. august 1864 – USS Tecumseh bliver det første panserskib, der går tabt i kamp, under slaget ved Mobile Bay, da det rammer en sømine.

2. september 1866 – Det brasilianske kystpanserskib Rio de Janeiro rammer to miner og synker på Apa-floden under kampe mellem tripelalliancen (Argentina, Brasilien & Uruguay) og Paraguay.

21. maj 1873 – Den russiske monitor Novgorod søsættes som det første af to cirkelrunde skibe. Typen bliver ingen succes.

29. maj 1877 – Den upansrede britiske krydser Shah forsøger forgæves at sænke det langt mindre peruvianske panserskib Huascar, der har sluttet sig til en oprørsgruppe.

11. maj 1878 – Den tyrkiske kystpanserskib Lûft-i Celîl sænkes ud for Donaus munding, enten af en russisk mine eller af russisk artilleri.

8. oktober 1879 – Under krigen mellem Peru og Chile bliver det peruvianske panserskib Huascar nedkæmpet og erobret af en chilensk eskadre.

7. juni 1880 – Senere under samme krig sænkes Manco Capac af sin egen besætning, da chilenerne stormer havnebyen Arica.

16. januar 1881 – Da chilenerne erobrer havnebyen Callao, bliver Atahualpa ligeledes sænket af sin besæting.

22. november 1893 – Skibe fra den brasilianske flåde deltager i et oprør i 1893, hvor Javary bliver sænket af beskydning fra et kystfort.

16. december 1893 – Panserskibet Sete de Setembro, hører også til oprørsflåden, og da det tilbageerobres, bryder det i brand og synker.

12. februar 1895 – Det kinesiske panserskib Ping Yuen erobres af japanerne, da Weihaiwei overgiver sig.

18. september 1904 – Under den russisk-japanske krig løber Ping Yuen, der nu er japansk og hedder Heien, på en mine og synker øst for Port Arthur.

28. maj 1905 – Senere under samme krig bliver slaget ved Tsushima enden på den russiske flådes indflydelse i området. Apraksin og Senyavin overgiver sig, mens den svært beskadigede Ushakov nægter at give sig, og bliver sænket af sin besætning.

24. februar 1912 – De italienske panserkrydsere Garibaldi og Feruccio sænker under krigen mod Tyrkiet 1911-12 det gamle panserskib Avnillâh ved Beirut.

16. december 1912 – Under slaget ved Elli i det nordlige Ægæerhav er Hydra, Spetsai og Psara med til at slå den tyrkiske flåde på flugt under 1. Balkankrig.

20. januar 1918 – Under 1. verdenskrig angriber den tyrkiske slagkrydser Yavuz Sultan Selim britiske skibe ved øen Imbros og sænker blandt andet Raglan.

16. september 1918 – I slutningen af krigen ligger HMS Glatton i Dover, og der udbryder brand i et ammunitionsmagasin. Ilden kan ikke slukkes, og for at undgå en katastrofe lader kaptajnen to destroyere sænke skibet med torpedoer.

9. april 1940 – I 2. verdenskrig under det tyske angreb på Norge, bliver Eidsvoll og Norge sænket af tyske detroyere ved Narvik.

14. maj 1940 – Under den tyske invasion af Holland sænker besætningen Ijmuiden (der tidligere hed Heemskerck) for at undgå tysk erobring. Skibet hæves og bliver tysk antiluftskytsskib (flakskib) under navnet Udine.

17. januar 1941 – Det thailandske kystpanserskib Dhonburi sænkes af en fransk krydser fra Vichy-styret. Skibet hæves senere samme år og repareres i Japan.

23. februar 1941 – Efter at være blevet angrebet af tyske bombemaskiner dagen før, synker HMS Terror på vej fra Benghazi til Alexandria.

13. september 1941 – Det finske kystpanserskib Ilmarinen minesprænges og synker under Operation Nordwind ved indsejlingen til Den Finske Bugt.

31. marts 1942 – Det sidste kystpanserskib, HMS Abercrombie, søsættes. Det gør blandt andet tjeneste i Middelhavet som støtteskib ved landsætninger.

29. august 1943 – Da Tyskland forsøger at overtage den danske flåde, sænkes Niels Juel og Peder Skram af deres besætninger. Det sker dog på så lavt vand, at tyskerne kan hæve skibene og benytte dem.

30. juni 1951 – Under et flådeoprør i Thailand sænkes kystpanserskibet Sri Ayuthiya.

19. juni 1959 – Det thailandske Dhonburi udgår som det sidste kystpanserskib af aktiv tjeneste.

## Lande og skibe
| Navn | Billede                        | Søsat                              | Indgået                                 | Udgået                                       | Tons                    | Knob                 | Hovedarmering                                                                                 | Kommentar |
| --- | ------------------------------ | ---------------------------------- | --------------------------------------- | -------------------------------------------- | ----------------------- | -------------------- | --------------------------------------------------------------------------------------------- | --- |
| Amerikas Konfødererede Stater |                                |                                    |                                         |                                              |                         |                      |                                                                                               | |
| Kasematskib Virginia |                                | 1855                               | 1862                                    | 1862                                         | 4.100                   | 5,5                  | 6 styk 22,9 cm 2 styk 17,8 cm 2 styk 16 cm                                                    | Bygget på skroget af fregatten USS Merrimack |
| Kasematskib Tennessee |                                | 1863                               | 1864                                    | 1864                                         | 1.293                   | 5,0                  | 2 styk 17,8 cm 4 styk 16 cm                                                                   | Blev erobret af Unionen august 1864 og blev USS Tennessee. |
| Kasematskib Atlanta |                                | 1861                               | 1862                                    | 1863                                         | 1.022                   | 10,0                 | 2 styk 17,8 cm 2 styk 16,4 cm                                                                 | Ombygget fra fragtskib Fingal i 1862. Erobret af USA i juni 1863 og blev USS Atlanta |
| Kasematskib Columbia |                                | 1864                               | 1864                                    | 1865                                         | ca. 1.200               | Ukendt               | 6 kanoner                                                                                     | Samme tegninger som Tennessee. Erobret af USA februar 1865, men ikke anvendt. |
| Kasematskib Virginia (II) |                                | 1864                               | 1864                                    | 1865                                         | Ukendt                  | Ukendt               | 1 styk 28 cm 1 styk 20,3 cm 2 styk 16 cm                                                      | Var flagskib for eskadren på James River. |
| Panserhjuldamper Nashville |                                | 1864                               |                                         | 1865                                         | ca. 1.100               | Ukendt               | 3 styk 18 cm                                                                                  | Den eneste pansrede hjuldamper. Blev aldrig helt færdigbygget. |
| Panserskibet Stonewall |                                | 1864                               | 1865                                    | 1865                                         | 1.358                   | 9,0                  | 1 styk 22,9 cm 2 styk 16 cm                                                                   | Bygget i Frankrig. Da den nåede Amerika, var krigen slut. Ikke brugt af USA og købt af Japan. |
| Argentina | Argentina                      |                                    |                                         |                                              |                         |                      |                                                                                               | |
| Tårnskib El Plata |                                | 1874                               | 1875                                    | 1927                                         | 1.677                   | 9,0                  | 2 styk 20 cm                                                                                  | Bygget hos Laird i England |
| Tårnskib Los Andes |                                | 1874                               | 1875                                    | 1928                                         | 1.677                   | 9,0                  | 2 styk 20 cm                                                                                  | Bygget hos Laird i England |
| Kystpanserskib Independencia |                                | 1892                               | 1892                                    | 1947                                         | 2.336                   | 11,0                 | 2 styk 24 cm 4 styk 12 cm                                                                     | Bygget hos Laird i England |
| Kystpanserskib Libertad |                                | 1892                               | 1892                                    | 1947                                         | 2.336                   | 11,0                 | 2 styk 24 cm 4 styk 12 cm                                                                     | Bygget hos Laird i England |
| Brasilien | Brasilien                      |                                    |                                         |                                              |                         |                      |                                                                                               | |
| Kasematskibet Barroso |                                | 1865                               | 1866                                    | 1882                                         | 980                     | 9,0                  | 1 styk 17,8 cm 1 styk 16 cm 2 styk 68-pundige                                                 | Bygget i Rio de Janeiro. |
| Kasematskibet Brasil |                                | 1864                               | 1865                                    | 1890                                         | 1.518                   | 10,5                 | 4 styk 16 cm 4 styk 68-pundige                                                                | Bygget i La Seyne, Toulon, Frankrig. |
| Kasematskibet Tamandaré |                                | 1865                               | 1865                                    | 1879                                         | 845                     | 8,0                  | 1 styk 16 cm 3 styk 68-pundige                                                                | Bygget i Rio de Janeiro. |
| Kasematskibet Rio de Janeiro |                                | 1866                               | 1866                                    | 1866                                         | 1.001                   | 9,0                  | 2 styk 16 cm 2 styk 68-pundige                                                                | Bygget i Rio de Janeiro. Minesprængt i kamp på Paraná-floden |
| Tårnskibet Bahia |                                | 1865                               | 1866                                    | 1894                                         | 943                     | 10,0                 | 2 styk 17,8 cm (i dobbelttårn)                                                                | Bygget af Laird i England. Bestilt af Paraguay men ikke betalt, hvorefter Brasilien købte det. |
| Tårnskibet Lima Barros |                                | 1865                               | 1866                                    | 1897                                         | 1.705                   | 11,0                 | 4 styk 17,8 cm (2 x 2)                                                                        | Bygget af Laird i England. Bestilt af Paraguay som en større udgave af Bahia. |
| Tårnskib Silvado |                                | 1865                               | 1866                                    | 1880                                         | 1.350                   | 10,0                 | 4 styk 14 cm (2 x 2)                                                                          | Bygget af Arman i Bordeaux og oprindeligt bestilt af Paraguay. |
| Kasematskib Mariz e Barros |                                |                                    | 1866                                    | 1897                                         | 1.196                   | 9.0                  | 2 styk 17,8 cm 2 styk 68 pundige                                                              | Bygget af Rennie, Greenwich, og oprindeligt bestilt af Paraguay. |
| Kasematskib Herval |                                | 1865                               | 1866                                    | 1879                                         | 1.353                   | 9,0                  | 4 styk 17,8 cm                                                                                | Bygget af Rennie, Greenwich, og oprindeligt bestilt af Paraguay. |
| Kasematskib Cabral |                                | 1865                               | 1866                                    | 1882                                         | 1.033                   | 10,5                 | 2 styk 14 cm 2 styk 68-pundige                                                                | Bygget af Rennie, Greenwich |
| Kasematskib Colombo |                                | 1865                               | 1866                                    | 1880                                         | 1.033                   | 10,5                 | 4 styk 17,8 cm                                                                                | Bygget af Rennie, Greenwich |
| Panserfregat Sete de Setembro |                                | 1874                               | 1874                                    | 1893                                         | 2.174                   | 12,0                 | 4 styk 22,9 cm                                                                                | Bygget i Rio de Janeiro. Brændte og sank under oprøret i 1893. |
| Tårnskib Javary |                                | 1874                               | 1875                                    | 1893                                         | 3.700                   | 11,0                 | 4 styk 25,4 cm (2 x 2)                                                                        | Bygget i Le Havre. Sænket under oprøret i 1893. |
| Tårnskib Solimoes |                                | 1875                               | 1875                                    | 1892                                         | 3.700                   | 11,0                 | 4 styk 25,4 cm (2 x 2)                                                                        | Bygget af La Seyne, Toulon. Forlist ud for Uruguay. |
| Kystpanserskib Deodoro |                                | 1898                               | 1898                                    | 1924                                         | 3.162                   | 15,0                 | 2 styk 24 cm 4 styk 12 cm                                                                     | Bygget af La Seyne, Toulon. Solgt til Mexico 1924. |
| Kystpanserskib Floriano |                                | 1899                               | 1900                                    | 1934                                         | 3.162                   | 15,0                 | 2 styk 24 cm 4 styk 12 cm                                                                     | Bygget af La Seyne, Toulon. |
| Chile | Chile                          |                                    |                                         |                                              |                         |                      |                                                                                               | |
| Tårnskibet Huascar |                                | 1865                               | 1880                                    | 1896                                         | 1.745                   | 12,3                 | 2 styk 25,4 cm 2 styk 12 cm                                                                   | Bygget hos Laird i England. Erobret fra Peru i 1879. Er nu museumsskib. |
| Danmark | Danmark                        |                                    |                                         |                                              |                         |                      |                                                                                               | |
| Tårnskib Rolf Krake |                                | 1863                               | 1863                                    | 1893                                         | 1.360                   | 8,0                  | 4 styk 60 pundige                                                                             | Første aktive krigsskib i Europa med drejetårne |
| Tårnskib Lindormen |                                | 1868                               | 1869                                    | 1907                                         | 2.105                   | 12,0                 | 2 styk 22,9 cm                                                                                | Det første større jernskib bygget på Orlogsværftet. |
| Tårnskib Gorm |                                | 1870                               | 1871                                    | 1912                                         | 2.350                   | 12,5                 | 2 styk 25,4 cm                                                                                | Med 41 års tjeneste nåede det den højeste anciennitet blandt panserskibene. |
| Kasematskib Odin |                                | 1872                               | 1874                                    | 1912                                         | 3.090                   | 12,0                 | 4 styk 25,4 cm                                                                                | Marinen fik et skib med fire kraftige kanoner, men havde ikke råd til drejetårne. |
| Kystpanserskibet Tordenskjold |                                | 1880                               | 1882                                    | 1908                                         | 2.534                   | 13,3                 | 1 styk 35,6 cm 4 styk 12 cm                                                                   | Dets kanon havde det største kaliber, der er brugt på et dansk skib. |
| Kystpanserskibet Iver Hvitfeldt |                                | 1886                               | 1887                                    | 1918                                         | 3.478                   | 15,1                 | 2 styk 26 cm 4 styk 12 cm                                                                     | Et vellykket design, der levede op til international standard. |
| Kystpanserskibet Skjold |                                | 1896                               | 1897                                    | 1929                                         | 2.195                   | 13,4                 | 1 styk 24 cm 3 styk 12 cm                                                                     | Dets 12 cm kanoner var de første hurtigtskydende mellemsvære kanoner på et dansk panserskib. |
| Kystpanserskibet Herluf Trolle |                                | 1899                               | 1901                                    | 1932                                         | 3.505                   | 15,6                 | 2 styk 24 cm 4 styk 15 cm                                                                     | Det første skib i en serie på tre (Herluf Trolle-klassen). |
| Kystpanserskibet Olfert Fischer |                                | 1903                               | 1905                                    | 1936                                         | 3.650                   | 15,8                 | 2 styk 24 cm 4 styk 15 cm                                                                     | Andet skib i Herluf Trolle-klassen. Indrettet som admiralsskib. |
| Kystpanserskibet Peder Skram |                                | 1908                               | 1909                                    | 1943                                         | 3.735                   | 16,0                 | 2 styk 24 cm 4 styk 15 cm                                                                     | Tredje skib i Herluf Trolle-klassen. Sænket af sin besætning i 1943. |
| Kystpanserskibet Niels Juel |                                | 1918                               | 1923                                    | 1943                                         | 3.800                   | 16,0                 | 10 styk 15 cm                                                                                 | Forsøgt ødelagt af besætningen i 1943. I tysk tjeneste 1944-45. |
| Finland | Finland                        |                                    |                                         |                                              |                         |                      |                                                                                               | |
| Kystpanserskibet Väinämöinen |                                | 1929                               | 1932                                    | 1947                                         | 3.900                   | 14,5                 | 4 styk 25,4 cm 8 styk 10,5 cm                                                                 | Bygget af Chrichton i Turku. Til Sovjetunionen 1947. |
| Kystpanserskibet Ilmarinen |                                | 1931                               | 1934                                    | 1941                                         | 3.900                   | 14,5                 | 4 styk 25,4 cm 8 styk 10,5 cm                                                                 | Bygget af Chrichton i Turku. Minesprængt september 1941. |
| Frankrig | Frankrig                       |                                    |                                         |                                              |                         |                      |                                                                                               | |
| Panserbatterier Dévastation-klassen Dévastation Congrève Foudroyante Lave Tonnante                                                                              |                                | 1855                               | 1855                                    | 1871 1867 1871                               | 1.674                   | 4,0                  | 16 styk 50-pundige 2 styk 12 cm 1859: 2 styk 24 cm 6 styk 19 cm 3 styk 16 cm                  | Værft: Cherbourg Rochefort Lorient Brest |
| Panserbatterier Palestro-klassen Palestro Peiho Saigon Paixhans                                                                                                 |                                | 1862                               | 1862 1863                               | 1871 1869 1871                               | 1.508                   | 7,0                  | 12 styk 16 cm                                                                                 | Bygget af Arman i Bordeaux. |
| Panserbatterier Arrogante-klassen Arrogante Implacable Opiniátre                                                                                                |                                | 1864                               | 1864 1865                               | 1881 1884 1885                               | 1.490 1.412             | 6,7                  | 9 styk 16 cm                                                                                  | Bygget af Gouin & Guibert, St Nazaire, Frankrig. |
| Panserbatterier Embuscade-klassen Embuscade Imprenable Protectrice Refuge                                                                                       |                                | 1865 1867 1866                     | 1866 1868 1867 1866                     | 1885 1882 1889 1884                          | 1.555 1.589 1.555 1.426 | 7,5                  | 4 styk 19,4 cm                                                                                | Bygget af Arman i Bordeaux. |
| Vædderskib Taureau |                                | 1865                               | 1866                                    | 1890                                         | 2.588                   | 12,8                 | 1 styk 24 cm                                                                                  | Bygget i Toulon. |
| Monitor Onondaga |                                | 1863                               | 1867                                    | 1904                                         | 2.551                   | 7,0                  | 4 styk 24 cm                                                                                  | Bygget på Continental Iron Works, New York. Købt af USA 1867. |
| Vædderskibe Cerbère-klassen Cerbère Belier Bouledogue Tigre |                                | 1868 1870 1872 1871                | 1870 1872 1873 1874                     | 1886 1896 1892                               | 3.758 3.589 3.689       | 12,3                 | 2 styk 24 cm (1 x 2)                                                                          | Værft: Brest Cherbourg Lorient Rochefort |
| Tårnskib Tonnerre |                                | 1875                               | 1879                                    | 1905                                         | 5.765                   | 13,7                 | 2 styk 27,4 cm (1 x 2)                                                                        | Bygget i Lorient. |
| Tårnskib Fulminant |                                | 1877                               | 1882                                    | 1908                                         | 5,871                   | 13,7                 | 2 styk 27,4 cm (1 x 2)                                                                        | Søsterskib til Tonnerre Bygget i Cherbourg. |
| Tårnskib Tempête |                                | 1876                               | 1878                                    | 1907                                         | 4.900                   | 11,0                 | 2 styk 27,4 cm (1 x 2)                                                                        | Bygget i Brest. En mindre og langsommere udgave af Tonnerre |
| Tårnskib Vengeur |                                | 1876                               | 1882                                    | 1905                                         | 4.700                   | 10,7                 | 2 styk 34,0 cm (1 x 2)                                                                        | Udseende som Tempête Bygget i Brest. |
| Kystpanserskib Tonnant |                                | 1880                               | 1882                                    | 1902                                         | 5.090                   | 11,0                 | 2 styk 34,0 cm (2 x 1)                                                                        | Bygget i Rochefort. |
| Kystpanserskib Furieux |                                | 1883                               | 1887                                    | 1910                                         | 6.020                   | 13,5                 | 2 styk 34,0 cm 1897: 2 styk 24 cm 4 styk 10 cm                                                | Bygget i Cherbourg. Fik nye kanoner og nyt maskineri 1896-97. |
| Kystpanserskibe Bouvines-klassen: Bouvines Amiral Tréhouart |                                | 1892 1893                          | 1895 1896                               | 1914                                         | 6.610                   | 17,0                 | 2 styk 30,5 cm 8 styk 10 cm                                                                   | Bygget hos La Seyne, Toulon. Bygget i Lorient. |
| Kystpanserskibe Jemmapes-klassen: Jemmapes Valmy |                                | 1892                               | 1896                                    | 1910                                         | 6.590                   | 17,0                 | 2 styk 34,0 cm 4 styk 10 cm                                                                   | Bygget hos Loire, St. Nazaire. |
| Grækenland |                                |                                    |                                         |                                              |                         |                      |                                                                                               | |
| Kasematskib Basileos Georgios |                                | 1867                               |                                         |                                              | 1.774                   | 12,2                 | 2 styk 22,9 cm 2 styk 20-pundige                                                              | Bygget på Thames Iron Works, London. |
| Kasematskib Basilissa Olga |                                | 1870                               | 1870                                    | 1913                                         | 2.030                   | 10,0                 | 2 styk 22,9 cm 10 styk 20,6 cm                                                                | Bygget på STT, Trieste, Østrig-Ungarn. |
| Kystpanserskibet Hydra |                                | 1889                               | 1889                                    | 1918                                         | 4.885                   | 17,5                 | 3 styk 27,0 cm 5 styk 15,0 cm                                                                 | Bygget hos Graville, Le Havre. |
| Kystpanserskibet Spetsai |                                | 1889                               | 1890                                    | 1920                                         | 4.885                   | 17,5                 | 3 styk 27,0 cm 5 styk 15,0 cm                                                                 | Bygget hos Graville, Le Havre. |
| Kystpanserskibet Psara |                                | 1890                               | 1890                                    | ca. 1922                                     | 4.885                   | 17,5                 | 3 styk 27,0 cm 5 styk 15,0 cm                                                                 | Bygget i St. Nazaire, Frankrig. |
| Holland |                                |                                    |                                         |                                              |                         |                      |                                                                                               | |
| Panserbatteri De Ruyter |                                | 1853                               | 1870                                    | 1874                                         | 2.944                   |                      | 14 styk 60-pundige                                                                            | Bygget i Flushing. Køllagt 1831 som 74-kanoners linjeskib. Søsat 1853 som 54-kanoners sejlfregat. 1859-62 ombygget til 45-kanoners skruefregat. 1866-1870 ombygget til panserbatteri. |
| Tårnskibe Buffel-klassen Buffel Guinea |                                | 1868 1870                          | 1868 1873                               | 1894                                         | 2.030 2.378             | 11,2                 | 2 styk 22,9 cm 4 styk 30-pundige                                                              | Buffel er nu museumsskib i Rotterdam Bygget hos Napier, Glasgow. Bygget i Amsterdam |
| Tårnskibe Schorpioen-klassen Schorpioen Stier |                                | 1868                               | 1868 1869                               | 1906 1908                                    | 2.140 2.378             | 13,0 12,5            | 2 styk 22,9 cm                                                                                | Schorpioen er nu museumsskib i Den Helder Bygget hos La Seyne, Toulon. Bygget hos Lairds, England. |
| Monitors Heiligerlee-klassen Heiligerlee Krokoldil Tijger |                                | 1868                               | 1868                                    | 1909 1900 1895                               | 1.520 1.472             | ca. 8,5              | 2 styk 22,9 cm 1884-1886: 1 styk 28 cm                                                        | Bygget af Lairds, England Bygget af Napier, Glasgow |
| Monitors Bloedhond-klassen Bloedhond Cerberus |                                | 1869                               | 1870                                    | 1907 1905                                    | 1.656 1.559             | 7,7 7,0              | 2 styk 22,9 cm 1882-1883: 1 styk 28 cm                                                        | Bygget i Amsterdam |
| Monitors Adder-klassen Adder Haai Hyena Luipaard Panter Wesp |                                | 1871 1870 1876 1870 1871           | 1873 1872 1877 1872 1874                | 1882 1905 1907 1906                          | 1.559                   | ca. 7,5              | 2 styk 22,9 cm 1884-1889: 1 styk 28 cm Undtaget Adder, der sank.                              | Bygget af Fijenoord Bygget i Amsterdam Bygget af Fijenoord Bygget i Amsterdam |
| Monitor Draak |                                | 1877                               |                                         | 1914                                         | 2.198                   | 8,4                  | 2 styk 28 cm                                                                                  | Bygget i Amsterdam. |
| Monitor Matador |                                | 1878                               |                                         | 1914                                         | 1.968                   | 7,5                  | 2 styk 28 cm                                                                                  | Bygget af Fijenoord, Rotterdam. |
| Kystpanserskib Reinier Claeszen |                                | 1891                               | 1893                                    | 1914                                         | 2.440                   | 12,5                 | 1 styk 21 cm/L35 1 styk 17 cm                                                                 | Bygget i Amsterdam. |
| Kystpanserskibe Evertsen-klassen Evertsen Kortenaer Piet Hein                                                                                                   |                                | 1894                               | 1896 1895 1896                          | 1914 1920 1914                               | 3.520                   | 16,0                 | 3 styk 21 cm/L35 2 styk 15 cm/L35                                                             | Bygget af de Schelde, Vlissingen Bygget i Amsterdam Bygget af Fijenoord, Rotterdam |
| Kystpanserskibe Koningin Regentes-klassen Koningin Regentes De Ruyter Hertog Hendrik                                                                            |                                | 1900 1901 1902                     | 1901 1902 1904                          | 1921 1924 1927                               | 5.002                   | 16,5                 | 2 styk 24 cm/L35 4 styk 15 cm/L35                                                             | Bygget i Amsterdam Bygget af Fijenoord, Rotterdam Bygget i Amsterdam |
| Kystpanserskib Tromp |                                | 1904                               | 1905                                    | 1933                                         | 5.295                   | 16,0                 | 2 styk 24 cm/L40 4 styk 15 cm/L40                                                             | Det fulde navn var Marten Harpertszoon Tromp Bygget i Amsterdam |
| Kystpanserskib Jacob van Heemskerck |                                | 1906                               | 1908                                    | 1940                                         | 4.920                   | 16,0                 | 2 styk 24 cm/L45 6 styk 15 cm/L40                                                             | Omdøbt til Ijmuiden i 1939 Bygget i Amsterdam. |
| Kystpanserskib De Zeven Provincien |                                | 1909                               | 1910                                    | 1942                                         | 6.530                   | 16,0                 | 2 styk 28 cm/L42 4 styk 15 cm/L40                                                             | Omdøbt i 1936 til Soerabaja. Sænket af japanske fly ved Java Bygget i Amsterdam. |
| Japan | Japan                          |                                    |                                         |                                              |                         |                      |                                                                                               | |
| Panserskibet Adzuma |                                | 1864                               | 1867                                    | 1888                                         | 1.358                   | 9,0                  | 1 styk 22,9 cm 2 styk 16 cm                                                                   | Bygget i Frankrig. Var CSS Stonewall i 1865. Solgt af USA til Japan som Kotetsu. Omdøbt 1871. |
| Panserkorvetten Ryujo |                                | 1864                               | 1869                                    | 1898                                         | 1.429                   | 9,0                  | 2 styk 16,5 cm 10 styk 14 cm                                                                  | Bygget af Hall i Aberdeen. Var skoleskib med nye kanoner fra 1894. |
| Panserkorvetter Kongō-klassen Kongō Hiei |                                | 1877                               | 1878                                    | 1909 1911                                    | 2.200                   | 14,0                 | 3 styk 17 cm 6 styk 15 cm                                                                     | Bygget af Earle i Hull. Bygget i Pembroke, Wales |
| Kystpanserskib Hei Yen |                                | 1888                               | 1895                                    | 1904                                         | 2.150                   | 10,5                 | 1 styk 26 cm 2 styk 15,2 cm                                                                   | Bygget i Kina som Ping Yuen, og erobret i 1895. Fik nye kanoner ved overtagelsen. Minesprængt ved Port Arthur. |
| Kystpanserskibe Ushakov-klassen Mishima Okinoshima |                                | 1894 1896                          | 1905                                    | 1935 1922                                    | 4.232                   | 16,0                 | 4 styk 25,4 cm (Mishima) 3 styk 25,4 cm (Okinoshima)                                          | Bygget af Rusland i St. Petersborg som enheder i Ushakov-klassen Erobret af Japan i 1905. |
| Kina | Qing-dynastiet                 |                                    |                                         |                                              |                         |                      |                                                                                               | |
| Kystpanserskibet Ping Yuen |                                | 1888                               | 1890                                    | 1895                                         | 2.150                   | 10,5                 | 1 styk 26 cm 2 styk 15 cm                                                                     | Bygget i Foochow, og var det første panserskib bygget i Kina. Erobret af Japan ved Weiheiwei. |
| Mexico |                                |                                    |                                         |                                              |                         |                      |                                                                                               | |
| Kystpanserskib Anahuac |                                | 1898                               | 1924                                    | 1938                                         | 3.162                   | 15,0                 | 2 styk 24 cm 4 styk 12 cm                                                                     | Bygget af La Seyne, Toulon. Tidligere brasiliansk Deodoro, købt 1924. |
| Norge | Norge                          |                                    |                                         |                                              |                         |                      |                                                                                               | |
| Monitors Skorpionen-klassen: Skorpionen Mjølner Thrudvang |                                | 1866 1868 1869                     | 1867 1868 1870                          | 1908 1909 1918                               | 1.512                   | 6,0                  | 2 styk 27 cm 1895-97: 2 styk 12 cm                                                            | Bygget efter John Ericssons tegninger. Bygget i Horten Bygget af Motala, Norrköping Bygget i Horten |
| Monitor Thor |                                | 1872                               | 1876                                    | 1918                                         | 2.003                   | 8,0                  | 2 styk 27 cm 1895-97: 2 styk 12 cm                                                            | Bygget i Horten. Sank på vej til ophugning 1919. |
| Kystpanserskibe Tordenskjold-klassen: Tordenskjold Harald Haarfagre                                                                                             |                                | 1897                               | 1898 1897                               | ca.1935                                      | 3.920                   | 16,9                 | 2 styk 21 cm L/45 6 styk 12 cm/L45                                                            | Begge bygget af Armstrong, Elswick (UK) og brugt som tyske antiluftskyts-batterier i 2. verdenskrig |
| Kystpanserskibe Eidsvold-klassen: Eidsvold Norge |                                | 1900                               | 1901                                    | 1940                                         | 4.233                   | 17,2                 | 2 styk 21 cm 6 styk 15 cm                                                                     | Begge bygget af Armstrong, Elswick (UK) og sænket af tyske destroyere ved Narvik, 9. april 1940. |
| Peru | Peru                           |                                    |                                         |                                              |                         |                      |                                                                                               | |
| Tårnskibet Huascar | Fil:Buque de Torre Huascar.jpg | 1865                               |                                         | 1879                                         | 1.745                   | 12,3                 | 2 styk 25,4 cm 2 styk 12 cm                                                                   | Bygget hos Laird i England. Erobret af Chile i 1879. Er nu museumsskib. |
| Monitors Canonicus-klassen: Atahualpa Manco Capac |                                | 1864                               | 1868                                    | 1881 1880                                    | 2.132                   | 8,0                  | 2 styk 38 cm glatløbede                                                                       | Bygget af Swift i Cincinnati som USS Catawba og Oneota. Købt af Peru i 1868 og ankom i 1870. Sænket for at undgå overgivelse til Chile. |
| Portugal | Portugal                       |                                    |                                         |                                              |                         |                      |                                                                                               | |
| Panserkorvet Vasco da Gama |                                | 1875                               | 1876                                    | 1936                                         | 2.479 / 3.020           | 13,0 / 15.5          | 2 styk 26 cm 1 styk 15 cm 1902: 2 styk 25,4 1 styk 15,2                                       | Bygget på Thames Iron Works, England. Totalt ombygget og forlænget 1901-03 hos Ansaldo i Genova. |
| Rusland | Rusland                        |                                    |                                         |                                              |                         |                      |                                                                                               | |
| Monitors Uragan-klassen: Bronenosets Koldun Latnik Lava Perun Strelets Tifon Uragan Vieschun Yedinorog                                                          |                                | 1864                               | 1865                                    | 1905 1900 1911 1900                          | 1.400                   | 7,0                  | 2 styk 23 cm glatløbede Omarmeret: 2 styk 22,9 cm L/20                                        | Konstrueret efter John Ericssons tegninger Bygget af Carr & McPherson Bygget af Cockerill Bygget af Carr & McPherson Bygget af Poletika Bygget af Galernil Admiralitetet, St. Peterborg Bygget af Cockerill Bygget af Galernil |
| Monitor Smerch |                                | 1864                               | 1865                                    | 1904                                         | 1.461                   | 8,0                  | 2 styk 23 cm glatløbede                                                                       | Bygget af Mitchell. |
| Tårnskibe Rusalka-klassen: Rusalka Charodeika |                                | 1867                               | 1868 1869                               | 1893 1905                                    | 1.881                   | 8,7                  | 4 styk 23 cm glatløbede. Senere 4 styk 23 cm riflede                                          | Begge bygget af Mitchell. Forlist 1893 Hed Pyotr Veliki til 1872. |
| Panserbatteri Novgorod |                                | 1873                               | 1874                                    | 1903                                         | 2.530                   | 5,5                  | 2 styk 28 cm/L20                                                                              | Bygget i St. Petersborg og samlet ved Sortehavet. Havde cirkulært skrog, der gav store problemer med manøvreevnen. |
| Panserbatteri Vice Admiral Popov |                                | 1875                               | 1876                                    | 1903                                         | 3.550                   | 8,5                  | 2 styk 30,5 cm/L20                                                                            | Bygget på Nikolaev-værftet. Havde cirkulært skrog, der gav store problemer med manøvreevnen. |
| Kystpanserskibe Ushakov-klassen: Admiral Ushakov Admiral Senyavin General Admiral Apraksin                                                                      |                                | 1893 1894 1896                     | 1896 1899                               | 1905                                         | 4.232                   | 16,0                 | 4 styk 25,4 cm (Ushakov & Senyavin) 3 styk 25,4 cm (Apraksin)                                 | Bygget i St. Petersborg Alle tre deltog i slaget ved Tsushima, hvor Ushakov blev sænket og de to andre erobret af Japan. |
| Storbritannien | Storbritannien                 |                                    |                                         |                                              |                         |                      |                                                                                               | |
| Panserbatterier Aetna-klassen: Aetna Glatton Meteor Thunder Trusty                                                                                              |                                | 1856 1855                          | 1856 1855                               | 1873 1864 1861 1874 1864                     | 1.535 Aetna: 1.588      | 5,5 Aetna: 4,5       | 14 styk 68-pundige (Aetna: 16 styk)                                                           | Bygget til krigen mod Rusland 1854-56. Aetna var lidt større end de andre Bygget i Chatham. Bygget af Mare, Blackwall Bygget af Mare, Blackwall Bygget af Greene, Blackwall |
| Panserbatterier Erebus-klassen: Erebus Terror Thunderbolt |                                | 1856                               | 1856                                    | 1884 1902 1873                               | 1.954                   |                      | 16 styk 68-pundige                                                                            | Større udgaver af Aetna Nåede ikke med i krigen Bygget i England Bygget af Palmer, Yarrow, England Bygget af Samuda, Poplar, England |
| Brystværnsmonitorer Cerberus-klassen: Cerberus Magdala |                                | 1868 1870                          | 1870                                    | 1900 1903                                    | 3.340                   | 9,8 10,6             | 4 styk 25,4 cm Magdala 1892: 4 styk 20,3 cm/L25                                               | Var vagtskibe ved hhv. Melbourne og Mumbai. Bygget af Palmers, England. Bygget af Thames Ironworks |
| Brystværnsmonitor Abyssinia |                                | 1864                               | 1869                                    | 1898                                         | 2.900                   | 9,0                  | 4 styk 25,4 cm 1892: 4 styk 20,3 cm/L25                                                       | Bygget af Dudgeon, Millwall, England Var vagtskib ved Mumbai. |
| Brystværnsmonitor Glatton |                                | 1871                               | 1872                                    | 1903                                         | 4.910                   | 12,1                 | 2 styk 30,5 cm                                                                                | Bygget i Chatham, England. Vagtskib i Portsmouth. |
| Brystværnsmonitor Rupert |                                | 1872                               | 1874                                    | 1907                                         | 5.440                   | 12,0                 | 4 styk 25,4 cm 1892: 2 styk 23,4 cm/L25 2 styk 15,2 cm                                        | Bygget i Chatham, England Vagtskib ved Gibraltar, Alexandria og sidst Bermuda. |
| Brystværnsmonitorer Cyclops-klassen: Cyclops Gorgon Hecate Hydra                                                                                                |                                | 1871                               | 1877 1874 1877 1876                     | 1903                                         | 3.480                   | 11,0                 | 4 styk 25,4 cm (2 x 2)                                                                        | Værft: Thames Iron Works Palmers, Jarrow, England Dudgeon, Millwall Napier, Glasgow |
| Kystpanserskibe Abercrombie-klassen: Abercrombie Havelock Raglan Roberts                                                                                        |                                | 1915                               | 1915                                    | 1927 1918 1936                               | 6.150                   | 6,0                  | 2 styk 35,5 cm (1 x 2)                                                                        | Værft: Harland & Wolff, Belfast Harland & Wolff, Belfast Harland & Wolff, Glasgow Swan Hunter, Wallsend, England |
| Kystpanserskibe Lord Clive-klassen: Earl of Peterborough General Craufurd General Wolfe Lord Clive Prince Eugene Prince Rupert Sir John Moore Sir Thomas Picton |                                | 1915                               | 1915                                    | 1921 1927 1921 1922 1921                     | 5.900                   | 6,5                  | 2 styk 30,5 cm (1 x 2) 1918: Wolfe & Lord Clive: + 1 styk 45,7 cm                             | Værft: Harland & Wolff, Belfast Palmer, Jarrow Harland & Wolff, Belfast Harland & Wolff, Glasgow Hamilton, Port Glasgow, Skotland Scotts, Greenock, Skotland Harland & Wolff, Belfast |
| Kystpanserskibe Marshal Ney-klassen: Marshal Ney Marshal Soult                                                                                                  |                                | 1915                               | 1915                                    | 1922 1940                                    | 6.670                   | 6,5                  | 2 styk 38,1 cm (1 x 2) 1916: Marshal Ney: 6 styk 15,2 cm                                      | Begge bygget af Palmer, Jarrow (UK). Maskineriet på Ney duede ikke, og kanonerne blev overført til Terror. |
| Kystpanserskibe Erebus-klassen: Erebus Terror |                                | 1916                               | 1916                                    | 1947 1941                                    | 8.000                   | 12,0                 | 2 styk 38,1 cm L/42 2 styk 15,2 cm/L45 1918: 15,2 cm erstattet med 8 styk 10,2 cm             | Værft: Harland & Wolff, Glasgow Harland & Wolff, Belfast |
| Kystpanserskibe Gorgon-klassen: Glatton Gorgon |                                | 1914                               | 1918                                    | 1918 1928                                    | 5.700                   | 13,0                 | 2 styk 23,4 cm/L51 (2 x 1) 4 styk 15,2 cm                                                     | Begge bygget af Armstrong, Elswick Bestilt af Norge som Bjørgvin og Nidaros. Købt 1915. Glatton ødelagt af intern eksplosion. |
| Kystpanserskibe Roberts-klassen: Abercrombie Roberts |                                | 1942 1941                          | 1943 1941                               | 1954 1956                                    | 8.000                   | 12,5                 | 2 styk 38,1 cm L/42 8 styk 10,2 cm/L45                                                        | Værft: Vickers-Armstrong, Tyne John Brown, Clydebank |
| Sverige | Sverige                        |                                    |                                         |                                              |                         |                      |                                                                                               | |
| Monitors John Ericsson-klassen: John Ericsson Thordon Tirfing                                                                                                   |                                | 1865 1866                          | 1865 1866 1867                          | 1918 1922                                    | 1.500                   | 6,5                  | Oprindeligt: J.E.: 2 styk 38 cm (glat), 1881: 2 styk 24 cm Øvrige: 2 styk 24 cm               | Bygget efter John Ericssons tegninger. Alle bygget af Motala, Norrköping 1895: 2 styk 15,2 cm 1905: 2 styk 15,2 cm 1903: 2 styk 15,2 cm |
| Monitor Loke |                                | 1869                               | 1871                                    | 1908                                         | 1.600                   | 7,8                  | 2 styk 24 cm                                                                                  | Lidt større udgave af John Ericsson. Bygget af Motala, Norrköping. |
| Kystpanserskib Svea |                                | 1885                               | 1886                                    | 1921                                         | 2,900                   | 14,5                 | 2 styk 25,4 cm 4 styk 15,2 cm (udskiftet 1897 med 12 cm/L45)                                  | Bygget på Lindholmens, Göteborg. Armering 1904: 1 styk 21 cm/L45 og 7 styk 15,2 cm/L45 |
| Kystpanserskib Göta |                                | 1889                               | 1891                                    | 1926                                         | 3.100                   | 15,0                 | 2 styk 25,4 cm/L34 4 styk 15,2 cm                                                             | Bygget på Lindholmens, Göteborg. Armering 1902: 1 styk 21 cm/L45 og 7 styk 15,2 cm/L45 |
| Kystpanserskib Thule |                                | 1893                               | 1893                                    | 1923                                         | 3,150                   | 16,0                 | 2 styk 25,4 cm/L45 4 styk 15,2 cm/L34                                                         | Bygget af Finnboda, Stockholm. Armering 1903: 1 styk 21 cm/L45 og 7 styk 15,2 cm/L34 |
| Kystpanserskibe Oden-klassen Niord Oden Thor |                                | 1898 1896 1898                     | 1899 1897 1899                          | 1935 1937                                    | 3.300                   | 16,0                 | 2 styk 25,4 cm/L42 6 styk 12 cm/L45 (Oden 4 styk 12 cm)                                       | Bygget på Lindholmens, Göteborg Bygget af Finnboda, Stockholm Bygget af Bergsund, Stockholm |
| Kystpanserskib Dristigheten |                                | 1900                               | 1901                                    | 1929                                         | 3.450                   | 16,8                 | 2 styk 21 cm/L45 6 styk 15,2 cm/L45                                                           | Bygget på Lindholmens, Göteborg. 1929-30 ombygget til moderskib for søfly. |
| Kystpanserskibe Äran-klassen: Äran Manligheten Tapperheten Wasa                                                                                                 |                                | 1901 1903 1901                     | 1902 1904 1903 1902                     | 1947 1950 1947                               | 3.650 3.840 3.745       | 17,2                 | 2 styk 21 cm/L45 (2 x 1) 6 styk 15,2 cm/L45                                                   | Værft: Lindholmens, Göteborg Kockums, Malmö Kockums, Malmö Finnboda, Stockholm |
| Kystpanserskib Oscar II |                                | 1905                               | 1907                                    | 1950                                         | 4.270                   | 18,3                 | 2 styk 21 cm/L45 (2 x 1) 8 styk 15,2 cm/L45                                                   | Bygget på Lindholmens, Göteborg |
| Kystpanserskibe Sverige-klassen Drottning Victoria Gustav V Sverige                                                                                             |                                | 1917 1918 1915                     | 1921 1922 1917                          | 1947 1957 1953                               | 6.842                   | 23,0                 | 4 styk 28,3 cm/L50 8 styk 15,2 cm/L50 (6 styk 15,2 cm fra 1938-40)                            | Værft: Götaverken, Göteborg Kockums, Malmö Götaverken, Göteborg |
| Tyrkiet |                                |                                    |                                         |                                              |                         |                      |                                                                                               | |
| Tårnskibe Hifz-i Rahman-klassen: Hifz-i Rahman Lûft-i Celîl |                                | 1869                               | 1870                                    | 1909 1877                                    | 2.540                   | 12,0                 | 2 styk 22,5 cm 2 styk 17,8 cm Hifz-i Rahman fik 1891 17,8 cm kanonerne udskiftet med én 15 cm | Begge bygget af SA Gironde, Bordeaux. Lûft-i Celîl sænket af russisk artilleri ved Donau. |
| Panserkorvetter Avnillâh-klassen: Avnillâh Muîn-i Zafer |                                | 1869                               | 1870                                    | 1912 1913                                    | 2.362                   | 12,5                 | 4 styk 23 cm 1906: 4 styk 15 cm/L40 1910: Kun let skyts                                       | Begge bygget af Thames Iron Works, London Avnillâh sænket af italienske panserkrydsere ved Beirut. |
| Panserkorvet İclâliye |                                | 1869                               | 1871                                    | 1914                                         | 2.228                   | 11,0                 | 2 styk 22,8 cm 3 styk 17,8 cm 1885: 2 styk 27,8 cm 1 styk 15,2 cm                             | Bygget af STT, Trieste |
| Panserkorvetter Feth-i Bülend-klassen: Feth-i Bülend Mukaddeme-i Hayır                                                                                          |                                | 1869 1872                          | 1870 1874                               | 1911 1923                                    | 2.762                   | 14,0 12,5            | 4 styk 22,2 cm Feth-i Bülend 1882: plus 1 styk 17 cm 1907: 4 styk 15 cm/L40                   | Værft: Thames Iron Works, London Tersâne-i Âmire, Konstantinopel |
| Tyskland | Tyske Kejserrige               |                                    |                                         |                                              |                         |                      |                                                                                               | |
| Tårnskib Arminius |                                | 1864                               | 1865                                    | 1892                                         | 1.600                   | 10,5                 | 4 styk 21 cm (2 x 2)                                                                          | Bygget af Samuda, London. Designet af Coles som en større udgave af Rolf Krake |
| Panserskib Prinz Adalbert |                                | 1864                               | 1866                                    | 1875                                         | 1.440                   | 10,0                 | 1 styk 21 cm 2 styk 17,7 cm                                                                   | Bygget af Arman i Bordeaux. Søsterskib til japansk Adzuma. Dårlig byggekvalitet resulterede i kort tjenestetid. |
| Kystpanserskibe Siegfried-klassen: Beowulf Frithjof Hagen Heimdall Hildebrand Siegfried Odin Ägir                                                               |                                | 1890 1891 1893 1892 1889 1894 1895 | 1892 1893 1894 1893 1890 1896           | 1919                                         | 3.500                   | 15,0                 | 3 styk 24 cm/L35 (3 x 1) 8 styk 88 mm                                                         | Værft: AG Weser, Bremen AG Weser, Bremen Kaiserliche Werft Kiel Kaiserliche Werft Wilhelmshaven Kaiserliche Werft Kiel Germaniawerft, Kiel Kaiserliche Werft Danzig Kaiserliche Werft Kiel |
| Thailand | Thailand                       |                                    |                                         |                                              |                         |                      |                                                                                               | |
| Kystpanserskibe Sri Ayuthia klassen: Sri Ayuthia Dhonburi |                                | 1937 1938                          | 1938                                    | 1951 1959                                    | 2.265                   | 15,5                 | 4 styk 20,3 cm (2 x 2)                                                                        | Bygget af Kawasaki, Japan. Deres panser var ikke særlig kraftigt, og det var medvirkende til, at Dhonburi blev sænket af en fransk krydser i 1941, mens søsterskibet blev svært beskadiget. Dhonbury blev hævet og repareret senere i 1941. |
| USA | USA                            |                                    |                                         |                                              |                         |                      |                                                                                               | |
| Monitor |                                | 1862                               | 1862                                    | 1862                                         | 987                     | 9,0                  | 2 styk 38 cm glatløbede                                                                       | Bygget på Continental Iron Works, New York. Forliste under bugsering |
| Tårnskib Roanoke |                                | 1855                               | 1863                                    | 1882                                         | 6.300                   | 6,0                  | 2 styk 38 cm (glat) 2 styk 28 cm (glat) 2 styk 20,3 cm                                        | Bygget på Norfolk Navy Yard som skruefregat Ombygget til panserskib i New York fra april 1862. |
| Monitor Dictator |                                | 1863                               | 1864                                    | 1883                                         | 4.438                   | 10,0                 | 2 styk 38 cm glatløbede (1x2)                                                                 | Bygget hos Delamater, New York. Designet af John Ericsson som en søgående monitor. |
| Monitor Onondaga |                                | 1863                               | 1864                                    | 1867                                         | 2.592                   | 7,0                  | 2 styk 38 cm glatløbede 2 styk 20,3 cm                                                        | Bygget på Continental Iron Works, New York. Solgt til Frankrig 1867. |
| Monitors Passaic-klassen: Camanche Catskill Lehigh Montauk Nahant Nantucket Passaic Patapsco Sangamon Weehawken                                                 |                                | 1864 1862 1863 1862                | 1865 1863 1862 1863 1862 1863           | 1899 1901 1904 1900 1899 1865 1904 1863      | 1.875                   | 7,0                  | 1 styk 38 cm glatløbet 1 styk 28 cm glatløbet                                                 | Designet af Ericsson som større udgaver af Monitor Secor, Jersey, samlet i San Francisco Continental Iron Works, New York Reaney, Chester, Pennsylvania Continental Iron Works, New York Harrison Loring, South Boston Atlantic Iron Works, Boston Continental Iron Works, New York Harlan & Hollingsworth, Wilmington Reaney, Chester, Pennsylvania Secor, Jersey City, Jersey |
| Kasematskib Tennessee |                                | 1863                               | 1864                                    | 1867                                         | 1.293                   | 5,0                  | 2 styk 17,8 cm 4 styk 16 cm                                                                   | Blev erobret af Unionen august 1864 og beholdt navnet Tennessee. |
| Monitors Canonicus-klassen: Canonicus Catawba Mahopac Manayunk Manhattan Oneota Saugus Tecumseh Tippecanoe                                                      |                                | 1863 1864 1863 1864 1863 1864      | 1864 1865 1864 1865 1864 1865 1864 1866 | 1904 1868 1902 1899 1901 1868 1890 1864 1898 | 2.100                   | 8,0                  | 2 styk 38 cm glatløbet (1 x 2)                                                                | Forbedret udgave af Passaic med mere panser Harrison Loring, South Boston Swift Evans, Cincinnati Secor, Jersey City, Jersey Snowden & Mason, Pittsburg. 1869: Ajax Secor, Jersey City, Jersey Swift Evans, Cincinnati Harlan & Hollingsworth, Wilmington Secor, Jersey City, Jersey Greenwood, Cincinnati. 1869: Wyandotte                                                     |
| Panserskibet Stonewall |                                | 1864                               | 1865                                    | 1867                                         | 1.358                   | 9,0                  | 1 styk 22,9 cm 2 styk 16 cm                                                                   | Overtaget fra Konføderationen ved borgerkrigens afslutning. Ikke i aktiv tjeneste, men i stedet solgt til Japan. |
| Monitors Miantonomoh-klassen: Agamenticus Miantonomoh Monadnock Tonawanda                                                                                       |                                | 1863 1864                          | 1865 1864 1865                          | 1874 1882 1874                               | 3.400                   | 9,0                  | 4 styk 38 cm glatløbet (2 x 2)                                                                | Værft: Portsmouth Yd, Maine. 1869: Terror Brooklyn Navy Yard, Brooklyn Boston Navy Yard, Boston Philadelphia Navy Yard. 1869: Amphitrite |
| Monitor Puritan |                                | 1882                               | 1896                                    | 1913                                         | 6.060                   | 12,5                 | 4 styk 30,5 cm L/35 6 styk 10,2 cm L/40                                                       | Af bevillingshensyn var den en "færdigbyggelse" af den Puritan, der var påbegyndt i 1862. John Roach, Chester, Pennsylvania |
| Monitors Amphitrite-klassen: Amphitrite Miantonomah Monadnock Terror                                                                                            |                                | 1883 1876 1883                     | 1895 1891 1896                          | 1919 1915 1923 1915                          | 3.990                   | 12,0 Monadnock: 14,0 | 4 styk 25,4 cm L/30 2 styk 10,2 cm L/40                                                       | Officielt "reparationer" af Miantonomoh-klassen Harlan & Hollingsworth, Wilmington John Roach, Chester, Pennsylvania Continental Iron Works, San Francisco William Cramp, Philadelphia |
| Monitor Monterey |                                | 1891                               | 1893                                    | 1922                                         | 4.084                   | 13,5                 | 2 styk 30,5 cm L/35 2 styk 25,4 cm L/35                                                       | Bygget på Union Iron Works, San Francisco. |
| Monitors Arkansas-klassen: Arkansas Florida Nevada Wyoming |                                | 1900 1901 1900                     | 1902 1903 1902                          | 1913 1915 1913                               | 3.225                   | 12,5                 | 2 styk 30,5 cm L/40 (1 x 2) 4 styk 10,2 cm L/50                                               | Udgik hurtigt af tjeneste og ombygget til andre formål. Newport News, Virginia. 1909: Ozark Crescent, New Jersey. 1908: Tallahassee Bath Iron Works, Maine. 1909: Tonopah Union, San Francisco. 1909: Cheyenne |

## Eksterne links
- Wikimedia Commons har flere filer relateret til Kystpanserskib